# 鼎州 (唐朝)
鼎州，中国唐朝时设置的州。
唐高祖武德元年（618年）改凤林郡置鼎州，“因鼎湖以为名”。治所在弘农县（今河南省灵宝市）。下辖弘农县、湖城县（今河南灵宝市西北）、阌乡县（今河南省灵宝市閿底古镇）。辖境相当今河南省灵宝市北故函谷关地，栾川以西，伏牛山以北一带。唐太宗贞观元年（627年）改治阌乡县，增辖永乐县（今山西省芮城县永乐镇）。贞观八年（634年）废鼎州，地入虢州。
鼎州刺史
- 韦孝謇（618年）
- 独孤瑛（620年）[2]